# 北海道霧多布高等学校
北海道霧多布高等学校（ほっかいどうきりたっぷこうとうがっこう、Hokkaido Kiritappu High School）は、北海道厚岸郡浜中町に所在する町立高等学校。

## 沿革
- 1951年4月1日 - 北海道厚岸高等学校霧多布分校（定時制普通科）として開校。
- 1951年4月15日 - 第1回入学式挙行。霧多布中学校を間借りして授業開始（間借りは8年半に及んだ）。
- 1952年11月1日 - 北海道霧多布高等学校として独立。
- 1954年10月31日 - 校章制定。
- 1955年2月23日 - 第1回卒業式挙行。
- 1957年4月1日 - 季節定時制へ改組。
- 1959年12月10日 - 独立校舎建設開始。
- 1960年10月20日 - 独立校舎落成、霧多布中学校より移転。
- 1961年11月4日 - 創立10周年記念式典挙行。
- 1966年11月3日 - 校歌制定。
- 1966年12月14日 - 体育館落成。
- 1967年4月1日 - 定時制家政科を設置。
- 1971年3月10日 - 家政科第1回卒業式挙行。
- 1971年11月2日 - 創立20周年記念式典挙行。
- 1974年8月3日 - 第22回家庭クラブ全国大会に於いて「昆布採集時の作業着」で文部大臣賞受賞。
- 1978年1月10日 - 全日制普通科２学級認可。
- 1978年4月10日 - 全日制普通科第1回入学式・開課式挙行。
- 1979年9月1日 - 学校バス運行開始。
- 1981年3月10日 - 全日制普通科第1回、定時制普通科第27回・家政科第11回卒業式・定時制閉課式挙行。
- 1981年10月24日 - 創立30周年記念式典挙行。
- 1988年4月8日 - 町営バス茶内線運行開始。
- 1991年8月22日 - 新校舎建設開始。
- 1992年11月13日 - 新校舎落成、移転。
- 1994年2月8日 - 新体育館落成。
- 1994年11月26日 - 校舎改築落成記念式典挙行。
- 1996年3月19日 - 校訓「英知・錬磨・創造」制定。
- 2001年11月17日 - 創立50周年記念式典挙行。

## 部活動
- 野球部
- バスケットボール部
- バドミントン部
- 陸上部
- 硬式テニス同好会
- 書道部
- コンピューター同好会
- 図書局
- 茶・華道愛好会
- 軽音楽愛好会
- ボランティア同好会

## 著名な出身者
- モンキー・パンチ